# Batalla de Arita-Nakaide
La batalla de Arita-Nakaide (有田中井手の戦) tuvo lugar en 1517 en la Provincia de Aki, Japón durante el periodo Sengoku.
Como resultado, el joven Mōri Motonari, en la que fue su primera batalla, derrotaría a Takeda Motoshige.

## Antecedentes
A principios del siglo XVI Takeda Motoshige (también conocido como Motoshigeru), un señor local de la Provincia de Aki, acompañó a Kioto a su señor feudal, el daimio Ōuchi Yoshioki, para restaurar a Ashikaga Yoshitane como sogún. Hacia 1515 Motoshige volvió a Aki y rompió sus lazos con el clan Ōuchi, y se alió con el clan Amako.
En esa época el clan Mōri (vasallos del clan Ōuchi), era vecino del clan Takeda de Aki. Cuando en 1516 murió Mōri Okimoto fue sucedido por su joven hijo Komatsumaru. Takeda Motoshige aprovechó esta circunstancia y, al año siguiente, reunió un ejército de 5000 hombres y, en octubre se internó en el territorio de los Kikkawa, aliados del clan Mōri y asedió el castillo de Arita (有田城, Arita-jō).
Unas semanas más tarde, Motoshige hizo una incursión en el territorio del clan Mōri  e incendió Tajihi (多治比).
El encargado de responder a estos ataques sería Mōri Motonari, el hermano menor de Okimoto y tutor de Komatsumaru.

## La batalla
Con la mayor parte de las tropas del clan Ōuchi en Kioto con Ōuchi Yoshioki, el clan Mōri no podía pedirles ayuda y, en lugar de ello, Motonari movilizó a su clan y llamó a sus vasallos. Motonari pudo contar también con la ayuda de su hermano menor, Mototsuna. El ejército de los Mōri constaba de unos 850 hombres, más 300 soldados del clan Kikkawa, haciendo un total de unos 1000 hombres. Esta fuerza se dirigió hacia el castillo de Arita y se encontró en su marcha con la vanguardia de los Takeda, unos 500 hombres al mando de Kumagai Motonao. Los Mōri y sus aliados se mantuvieron a distancia y se enfrentaron a los Takeda con flechas. Mientras Kumagai Motonao alentaba a sus hombres, recibió un flechazo y murió.
Takeda Motoshige se encontraba en ese momento con el grueso del ejército en el castillo de Arita. Cuando se enteró de la muerte de Motonao reunió a sus tropas, dejó un retén de 700 hombres para mantener el asedio y marchó para enfrentarse con el ejército de los Mōri, inferior en número. Los Takeda encontraron a los Mōri y los Yoshikawa ocupando la orilla opuesta del río Uchikawa, y se enfrentaron a ellos. Las fuerzas coligadas, enormemente superadas en número, empezaron a vacilar y a retroceder, pero Motonari consiguió que mantuvieran el terreno. Takeda Motoshige en persona cruzó el río a caballo pero recibió un flechazo y resultó muerto. Los Takeda rompieron filas y se retiraron, dejando a Mōri Motonari como vencedor.